# Ligne 2 du tramway de Debrecen
Pour les articles homonymes, voir Ligne 2.
 (mars 2025).
La ligne 2 du tramway de Debrecen circule entre Nagyállomás et Doberdó u,.